# 小提琴
小提琴（英語：Violin）属于四弦的弓弦乐器，是现代管弦樂團弦乐组中最重要的乐器之一，一般在管弦樂作品中會分成第一小提琴與第二小提琴兩個聲部。
小提琴是提琴家族中最小、音高最高的一種，比它體型大的提琴有中提琴、大提琴和低音提琴。
小提琴可以和交响乐团一起演奏，小提琴在台前（最靠近指揮的也叫做首席小提琴），后面是交响乐团为小提琴伴奏，这种表演形式演奏的曲目称之为小提琴协奏曲；小提琴也可以与钢琴一起演奏，一般小提琴奏鸣曲以这形式演奏；小提琴还可以和中提琴、大提琴一起演奏室内乐，称之为弦乐三重奏、弦乐四重奏、弦乐五重奏等等。
而現今小提琴的價格从幾百元到幾億元不等。
因為其受歡迎的程度和普及率都極高，被部分人美稱為樂器女王。

## 历史
最早出现的弓弦乐器可能出自中国，并逐渐传播到中亚、印度和中东。
现代意义上的小提琴最早出现于16世纪早期的意大利北部威尼斯、熱那亞等港口。它在意大利文中称為，意為「小的中提琴」。最早期的小提琴，除了一些文艺作品中有所反映之外，没有保存至今的实物。早期很多小提琴只有三條弦，由此推断，小提琴最初的制作者可能借鉴了其它早于小提琴的乐器，比如中世纪三弦琴，这种琴自10世纪开始出现并被使用，它自身源于阿拉伯的雷贝琴。
马蒂应梅第奇家族之请制作于1555年。阿玛蒂是当时著名的拨弦乐器制作师，他有一套严格的制作流程来保证他作品的精致优雅。不仅如此，他还率先将拱形结构引入拨弦乐器的制作中，据他所知，拱形结构能明显提升拨弦乐器的音色与听感。
当时鲁特琴在贵族中很流行。而梅第奇家族需要一种与鲁特琴类似，但能用于街头演奏的乐器，故尔向安德雷亞·阿玛蒂定做了小提琴。
小提琴迅速流行起来，不论是街头艺人还是贵族都对它青睐有加。法国国王查理九世在十六世纪下半叶命令阿玛蒂组建了一只完整的弦乐队，这便足以说明当时小提琴的热度。
据琴身所标明的日期来看，现存最早的小提琴是一把“查理九世”，由安德雷亞·阿玛蒂在1560年制作于義大利北部城市克雷莫納（Cremona）。而至今为止最有名的小提琴，应该是安东尼奥·史特拉第瓦里1716年制作的“弥赛亚”（Le Messie），也作“Salabue”，这把琴现藏于英国牛津的阿什莫林博物馆。
从16世纪到18世纪最著名的製琴師有：
- 阿玛蒂家族（義大利），包括：安德雷亞·阿玛蒂（Andrea Amati，1500-1577），安东尼奥·阿玛蒂（Antonio Amati，1540-1607），基羅拉摩·阿瑪蒂I（Girolamo Amati I，1550-1630），吉羅拉莫·阿瑪蒂II（Girolamo Amati II，1649-1740），尼古拉·阿玛蒂（Nicolo Amati，1596-1684）
- 瓜奈里家族（義大利），包括：安德雷亞·瓜奈里（Andrea Guarneri，1626-1698），曼图阿（義大利北部城市）的皮埃特羅·瓜奈里（Pietro of Mantua，1655-1720），朱塞佩·瓜奈里（Giuseppe Guarneri/Joseph filius Andreae，1666-1739），（威尼斯的）皮埃特羅·瓜奈里（Pietro Guarneri，1695-1762），朱塞佩·瓜奈里·德爾·傑素（Giuseppe Guarneri del Gesu，1698-1744）
- 斯特拉迪瓦里琴家族（義大利克雷莫納）。
- 雅各·史坦納（Jacob Stainer，1617-1683，蒂罗尔地区）

## 初始设计
谈到小提琴的设计，就必然要涉及古提琴原始设计者的艺术观点和技术方法。现代的数学是技术学的工具，但在文艺复兴时期数学是艺术的启蒙，比例和序列是美学研究的要素，并且为所有的艺术家所采用。大师级的小提琴制作者，不仅仅是个數學家而且是个真正的艺术家，小提琴的整体协调和一致主宰着整个设计。
小提琴的外形可以认为是由许多弧形线条构成的，用圆弧可以近似地画出小提琴轮廓的草图，但也并非都是圆弧。原始设计者先用圆规画出各段相联的弧，再用艺术的眼光修正和弯曲成最终形状的弧线。用笔和刀在制作时修改图样，修光修滑一条由足够数量的圆弧所构成的曲线。小提琴顶部和底部的曲线，就是采用经典的设计桥拱的方法设计的，也有人认为像篮子提把的形状。琴板弧度的形状像垂链线，旋首则是仿照古希腊柱子上优美的螺旋形设计的。当然，除去使用圆弧之外，也可能采取一些其他的线条。
圆规和直尺既是古代几何学家又是中世纪建筑学家的工具，也是设计乐器的工具。一般的乐器设计者，试着在不同的位置处安放圆心和圆弧，经多次试验画出乐器的轮廓。但大师级的乐器设计者是经过缜密的构思后，才设计出既美观而又符合演奏要求的外形，同时还周密地考虑到内外的一致性，以及声学的谐和性，使制作的提琴不仅外形优美、演奏方便，更重要的是具有动听而又感人的音色、洪亮而又丰满的力度、极具穿透力的音量和抑扬顿挫控制如意的品质。

## 结构

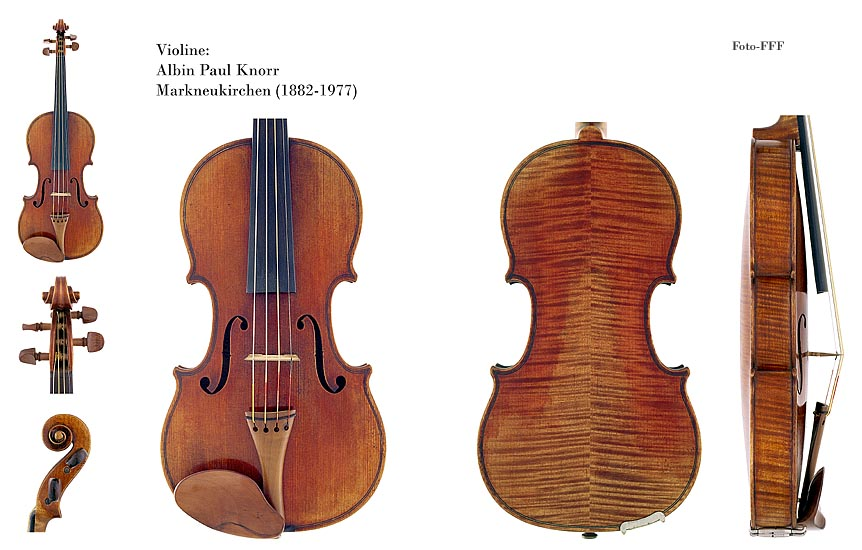
小提琴的结构（分解）

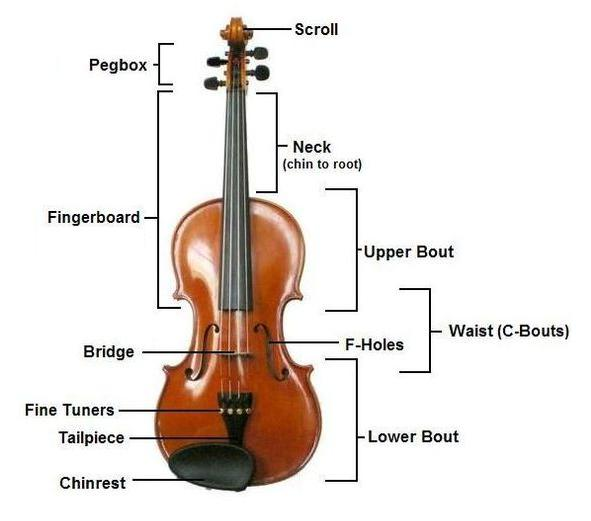
小提琴的结构（正面）

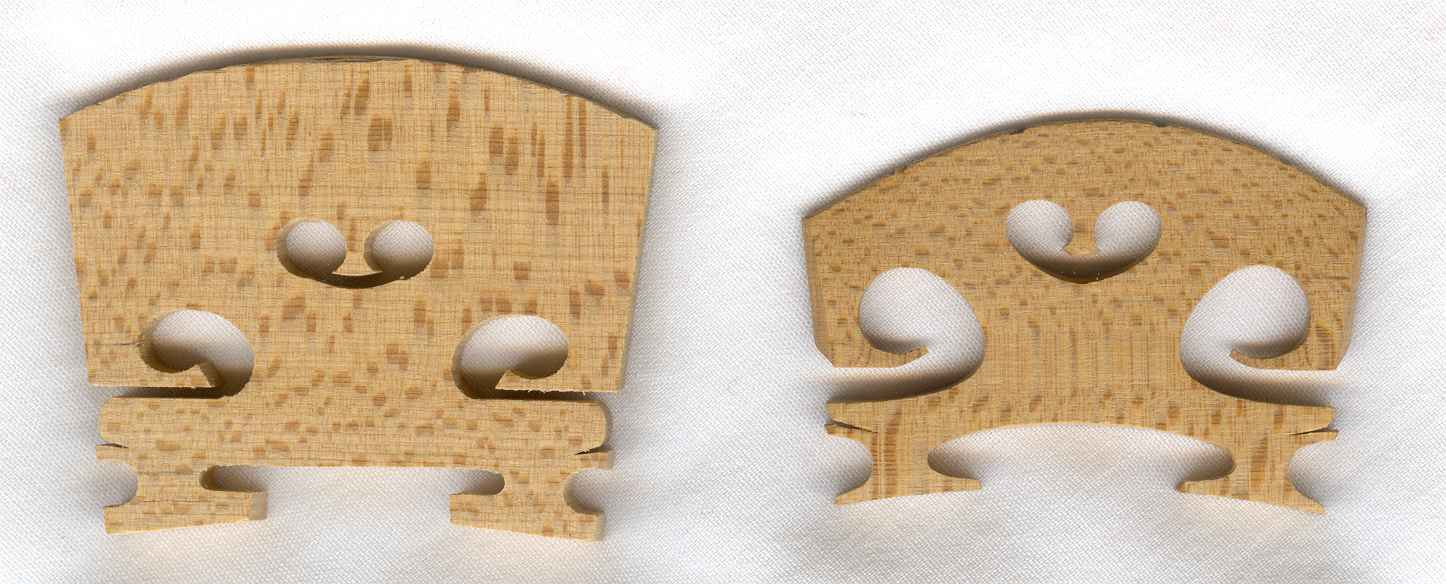
琴马（琴桥）

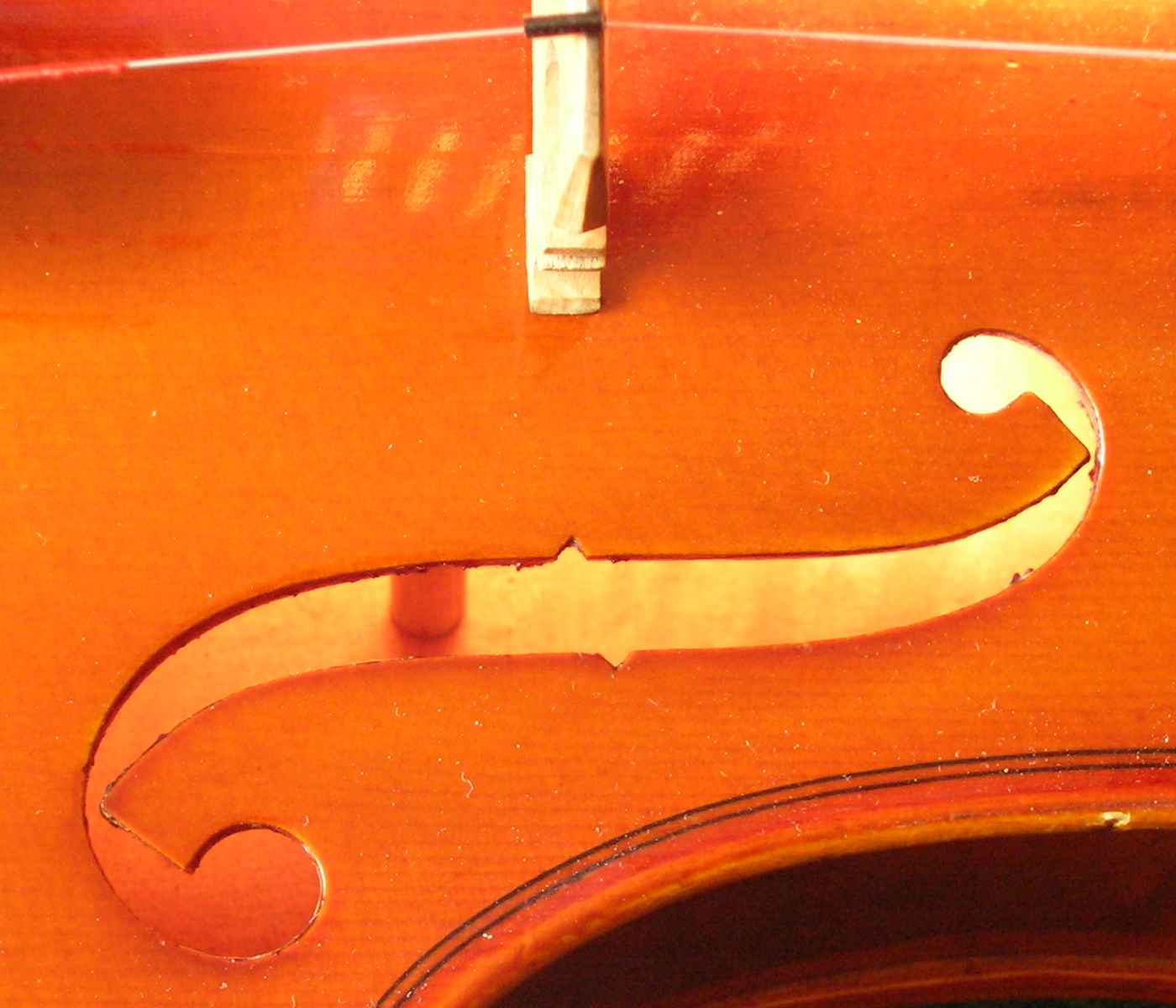
f孔

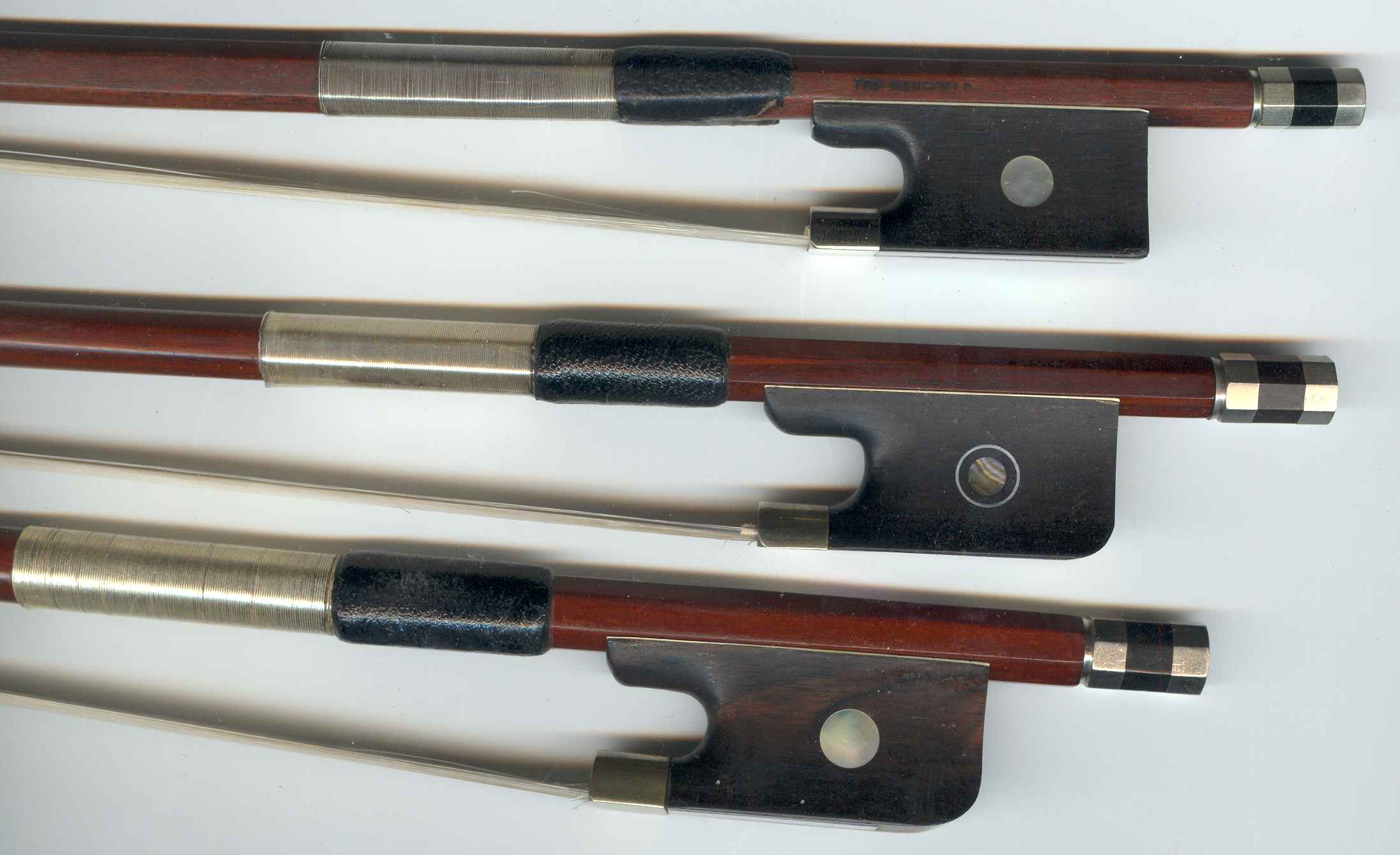
从上至下依次为小提琴、中提琴与大提琴的琴弓

小提琴包括琴身（包括琴头、琴颈、指板和共鸣箱）、琴弦系统（包括弦轴、挂弦板、琴马和琴弦）和琴弓。琴身为木制结构，以槭木和云杉为原材料配合制造的音色最佳；琴弦一般为金属丝；琴弓由马尾毛制成。
- 琴身
  - 背板（back）：琴身背部的硬木
  - 低音梁（bass bar）：靠琴马低音脚一侧纵向粘在面板里面
  - 蜂针（bee-sting）：饰缘伸入琴角，经过斜接缝的黑色部分
  - 尾木（bottom block）
  - 段（bouts）：小提琴两侧的弧形部位；琴颈末端外弧为上段，腰部内弧叫做中段或C段，琴尾部外弧为下段
  - 腮托（chin rest）:弯曲的木板或塑料板，固定在小提琴上，当演奏者用下巴固定小提琴时，可以提供舒适性和稳定性[2]。
  - 眼（eye）：琴头外侧部件，一圈螺旋形上升的终止点
  - f孔（f-holes）：又叫音孔，面板每一侧的f形开口
  - 微调钩（fine-tuner）：用于微小的音准调整，比起弦轴更容易[3]
  - 指板（fingerboard）：是指在乐器琴弦下面粘在琴颈上的木质黑色光滑表面[4]
  - 榫眼（mortise）：琴身上的一个缝隙，用于固定琴颈突出的相等尺寸，使它们能够连接在一起[5]
  - 琴颈（neck)：指板后的长木条。（指板粘于琴颈之上）[6]
  - 侧板（琴框，ribs）：是指构成小提琴侧面的木片，在上板和下板的外缘之间，并将琴身的琴盒包围起来[7]
  - 尾枕（琴鞍）（saddle）：一小长方形木块，通常是用黑檀木制作，用于减轻琴弦对琴身施加的压力。位于小提琴的尾部，腮托的下方或旁边，支撑着小提琴的弦尾绳[8]
  - 琴头（scroll）：琴的最上端，位于弦轴箱的上方。可以通过其特有的卷曲设计来识别[6]
  - 音柱（soundpost）：在琴马高音脚一边，垂直立在面板和背板之间
  - 旋首（volutes）：琴头的螺旋形部分
- 琴弦系统
  - 琴马、琴橋（英语：Bridge_(instrument)）：支撑琴弦的薄木片
  - 弦枕（nut）：保持琴弦位置的木块
  - 弦轴（peg）：拉紧琴弦
  - 弦轴箱（pegbox）：琴颈上挖空的部位，以使四个弦轴穿过
  - 系弦板（拉弦板、弦总，tailpiece）：系琴弦的硬木
  - 弦尾绳（tailgut）：将系弦板挂在尾柱上的羊肠线或尼龙绳
- 琴弦

小提琴有四根弦，从粗到细的定音依次是G、D、A、E。每一根空弦之间相差的音程都是纯五度；每根空弦都能在不同的把位上奏出完整的音列；每根空弦能奏出的音域都在两个八度左右。

## 演奏
小提琴演奏時，是將小提琴夾在左手、左肩下巴之間，用右手拉琴弓，左手除了握住琴頸外，依樂曲需要也可能要按住特定弦的特定位置，以調整小提琴的音高。
小提琴演奏時可以站著或是坐著，小提琴手在獨奏時多半會站著。當室內樂演奏或是在交響樂團演奏時多半會坐著，但也有例外。若是坐著演奏，小提琴手需調整右腿位置，以免影響琴弓的移動。
小提琴的學習不容易，尤其是初學時發出的聲音不好聽，學習又比较枯燥，為一大瓶頸。學習小提琴的人需要花數年的時間練習，才能成為好的小提琴手。一開始可以從一些不需要手部複雜及精確動作的曲子開始，如《小星星》。在練習這些較簡單的曲子時，也會建立一些練習其他演奏技巧時需要的基礎技巧，例如琴弓和小提琴的握法。當小提琴手對雙手的技巧越來越有把握時，練習的曲目也就會越來越困難。有必要時，小提琴手也需要學習可以使樂曲增色的演奏技巧，包括演奏揉音、右手琴弓平順的移動。
小提琴手一開始要學習將手指放在可以使小提琴發出正確音高的位置，這稱為音準，小提琴手也要練習揉音，控制按弦手指使音高有高低起伏的效果。
小提琴除了拨弦之外，還有許多的特殊技巧。例如滑音（portamento）、滑奏（glissando）及泛音等，小提琴也可以演奏双音、和弦或變格定弦等演奏方式。還有拋弓、跳弓等。
18世紀的三本重要書籍，對當時小提琴的傳統奏法提出了系統性的總結，他們分別是：義大利杰米尼亞尼《小提琴演奏的藝術》，奧地利列奧波爾德·莫扎特《小提琴教學法》，以及法國拉菲爾斯《小提琴演奏原則》。

## 音樂風格

### 古典音樂
自巴洛克時期，小提琴就已是古典音樂中的重要樂器之一。原因有很多，小提琴的音色和其他樂器有明顯的不同，因此適合演奏旋律。若是由優秀的小提琴手演奏，小提琴可以很敏捷的處理快速且複雜的樂句。
一個交響樂團多半會有很多人演奏小提琴，一般會分為第一小提琴和第二小提琴兩組，作曲時一般會將第一小提琴演奏旋律，多半會較複雜，用到高把位。再由第二小提琴演奏泛音，伴奏或是較第一小提琴低八度以上的旋律。弦樂四重奏一般會包括兩把小提琴，分別擔任第一小提琴和第二小提琴，再加上中提琴，低音樂器一般會用大提琴，偶爾會用低音提琴代替。

### 流行音樂
一直到1970年代為止，大部份的流行音樂都還使用弓弦樂器，在1920年代及1930年代初期的流行音樂使用的特別多。從1935到1945年代搖擺樂興起，弦樂器的聲音認為不符合搖擺樂的即興風格，因此流行音樂使用弓弦樂器的比例巨幅的下降。在搖擺年代之後，弦樂器是1940年代末到1950年代中期的傳統流行樂常見的成份之一。1970年代的迪斯可音樂流行．因此繼續了大量在流行迪斯可樂團中使用弦樂器的風潮，例如愛無限樂團等。

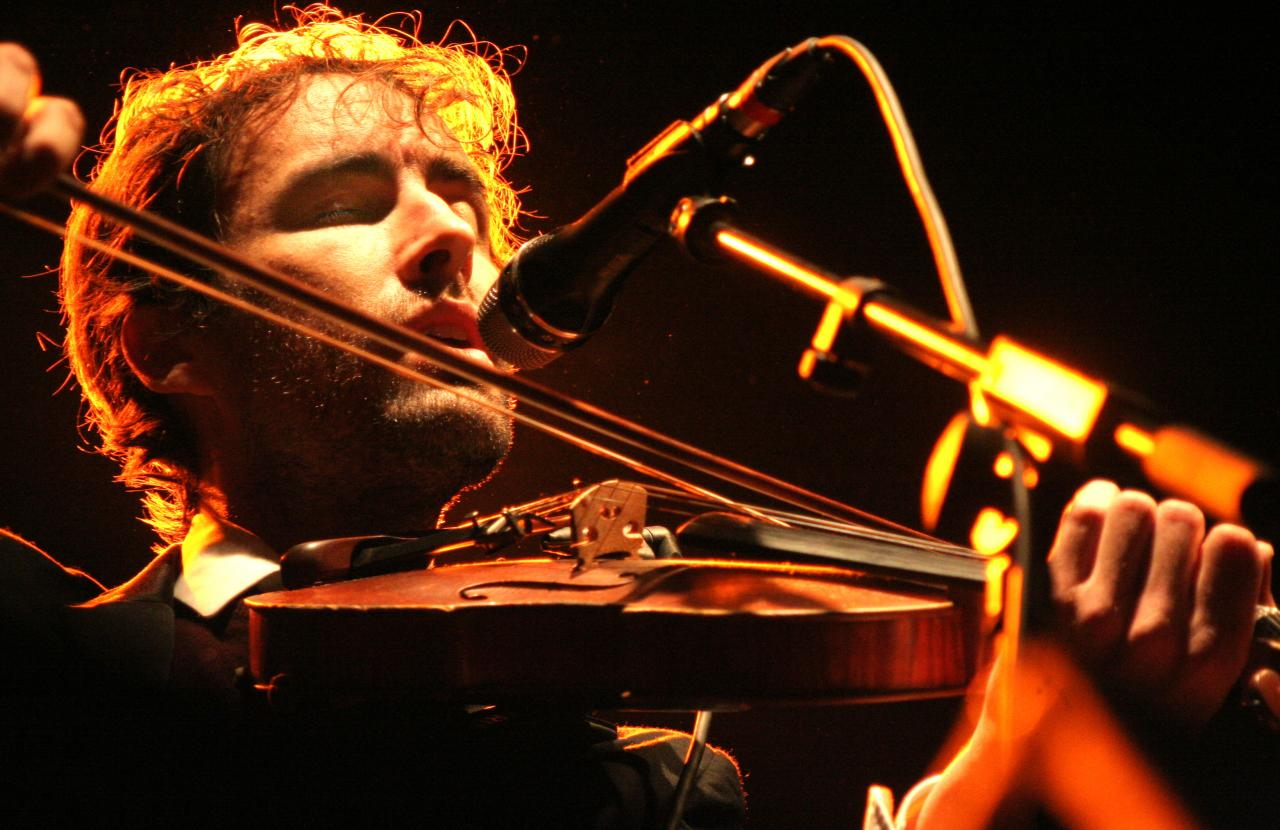
2009年，Andrew Bird演奏小提琴

1980年代電子音樂興起，由於小提琴的聲音被電子合成的弦樂代替，因此小提琴的使用又開始減少。在搖滾樂中很少用到小提琴，但在前衛搖滾中曾有些使用小提琴的歷史（如電光交響樂團、深紅之王等）。

### 在粵劇、粵曲、粵樂裡的應用
1920年代，司徒夢岩、尹自重、呂文成等樂師引進小提琴給粵曲、粵劇、粵樂伴奏，現時已是最常見的棚面（樂隊）頭架（領奏樂器）。

## 著名小提琴家

### 錄音年代之前
- 科雷利（Arcangelo Corelli，1653年－1713年）
- 维瓦尔第（Antonio Lucio Vivaldi，1678年－1741年）
- 巴赫（Johann Sebastian Bach，1685年－1750年）
- 塔替尼（Giuseppe Tartini，1692年－1770年）
- 斯塔米茨（Jan Václav Antonín Stamic，1717年－1757年）
- 利奥波德·莫扎特（Johann Georg Leopold Mozart，1719年－1787年）
- 沃尔夫冈·阿马德乌斯·莫扎特（Wolfgang Amadeus Mozart，1756年－1791年）
- 帕格尼尼（Niccolò Paganini，1782年－1840年）
- 施波尔（Louis Spohr，1784年－1859年）
- 维厄当（Henri François Joseph Vieuxtemps，1820年－1881年）
- 拉罗（Édouard-Victoire-Antoine Lalo，1823年－1892年）
- 约阿希姆（Joachim József，1831年－1907年）
- 维尼亚夫斯基（Henryk Wieniawski，1835年－1880年）
- 奥尔（Leopold Auer，1845年－1930年）
- 萨拉萨蒂（Pablo Martín Melitón de Sarasate y Navascués，1844年－1908年）
- 伊萨伊（Eugène-Auguste Ysaÿe，1858年－1931年)
- 克莱斯勒（Fritz Kreisler，1875年－1962年）
- 埃内斯库（Georges Enescu，1881年－1955年）

### 二十世紀名家
- 艾尔曼（Mischa Elman，1891－1967年)
- 海菲兹（Jascha Heifetz，1901年－1987年）
- 米尔斯坦（Nathan Milstein，1904年－1992年)
- 大卫·（David Oistrakh，1908年－1974年）
- 马思聪（1912年－1987年）
- 維格·桑鐸（Végh Sándor，1912年－1997年）
- 許奈德漢（Wolfgang Schneiderhan，1915年－2002年）
- 耶胡迪·梅纽因（Yehudi Menuhin，1916年－1999年）
- 謝林（Henryk Szeryng，1918年－1988年）
- 斯特恩（Isaac Stern，1920年－2001年）
- 葛羅米歐（Arthur Grumiaux，1921年－1986年)
- 约瑟夫·哈西德（Josef Hassid，1923年－1950年)
- 柯岗（Leonid Kogan，1924年－1982年）
- 拉賓（Michael Rabin，1936年－1972年)
- 盛中国（1941年－2018年9月7日）

### 活躍於二十一世紀者
- 萨尔瓦托雷·阿卡多（Salvatore Accardo，1941年9月26日－）
- 西崎崇子（ Nishizaki Takako，1944年4月14日－）
- 伊扎克·帕尔曼（Itzhak Perlman，1945年8月31日－）
- （Jean-Jacques KANTOROW，1945年10月3日－）
- 基東·克雷默（Gidon Kremer，1947年2月27日－）
- 平夏斯·祖克曼（Pinchas Zukerman，1948年7月16日－）
- 鄭京和（정경화 Kyung-Wha Chung，1948年3月26日－）
- 奈吉爾·甘迺迪（Nigel Kennedy，1956年12月28日－）
- 什洛莫·敏茨（Shlomo Mintz，1957年10月30日－）
- 林昭亮（Cho-Liang Lin，又名Jimmy Lin，1960年1月30日－)
- 胡乃元（Nai-Yuan Hu，1961年2月13日－）
- 柯爾亞·布拉赫（Kolja Blacher，1963年－）
- 薛伟（1963年－）
- 約夏·貝爾（Joshua David Bell，1967年12月9日－）
- 五嶋綠（ Midori，1971年10月25日－）
- 陈美（Vanessa-Mae Vanakorn Nicholson，1978年10月27日－）
- 大衛·加勒特（David Garrett，1980年9月4日－）
- 張永宙（Sarah Chang，1980年12月10日－）
- 愛莫瑞·科透（Amaury Coeytaux，1984年－）
- 茱莉亚·费舍尔（Julia Fischer，1983年6月15日－）
- 伊利亞·葛林戈斯（俄语：Грингольц, Илья Александрович）（Ilya Gringolts，1982年7月2日－）
- 吉妮·楊森（Janine Jansen，1978年1月7日－）
- 黃蒙拉（Mengla Huang，1980年1月8日－）
- 李傳韻（Chuanyun Li，1980年－）
- 吕思清（Lü Siqing，1969年11月26日－）
- 安娜-苏菲·穆特（Anne Sophie Mutter，1963年－）
- 枸尔丹·尼柯利奇（Gordan Nikolitch , 1968年－）
- 雷切尔·波杰（Rachel Podger，1968年－）
- 瓦季姆·列宾（Vadim Repin，1971年8月31日－）
- 吉尔·沙汉姆（Gil Shaham，1971年2月19日－）
- 諏訪內晶子（ Suwanai Akiko，1972年2月7日－）
- 马克西姆·文格洛夫（Maxim Vengerov，1974年8月20日－）
- 斯菲特麟·卢塞夫（Svetlin Roussev，1976年－）
- 希拉里·哈恩（Hilary Hahn，1979年11月27日－）
- 石川綾子（ Ishikawa Ayako，1984年6月17日－）
- 陳銳（Ray Chen，1989年3月6日－）
- 林品任（Richard Lin，1993年7月6日－）
- 曾宇謙（Yu-Chien Tseng，1994年8月24日－）
- 吴迪（Di Wu，1987年－）
- 梁美沙（1987年3月16日－）
- 金本索里（김봄소리 Bomsori Kim，1989年12月13日－）
- 王裕凱 (Yu Kai Wang，1999年-)
- 奧古斯汀·哈德里奇（英语：Augustin Hadelich）(1984-)

## 小提琴著名作品
- 维瓦尔第-四季
- 巴哈-無伴奏小提琴奏鳴曲與組曲
- 帕格尼尼-二十四随想曲
- 莫札特-A大调第五小提琴协奏曲
- 莫札特-E小調第二十一號小提琴奏鳴曲
- 貝多芬-D大調小提琴协奏曲

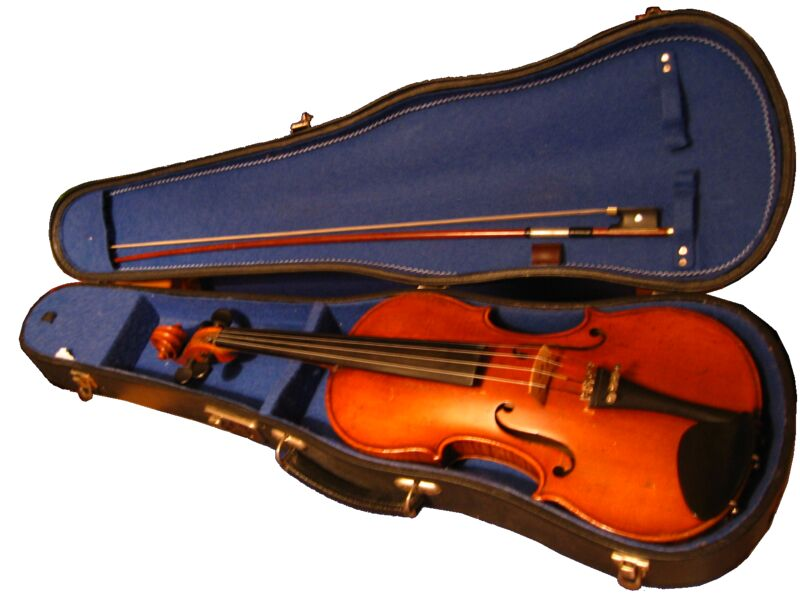
小提琴

- 貝多芬-Opus 24：F大调第五号春天小提琴奏鸣曲
- 貝多芬-Opus 47：A大调第九号小提琴奏鸣曲
- 布拉姆斯D大调小提琴协奏曲
- 柴可夫斯基-D大调小提琴协奏曲
- 孟德爾頌孟德爾頌小提琴协奏曲
- 西贝柳斯D小调小提琴协奏曲
- 薩拉沙泰-流浪者之歌
- 马思聪-思乡曲
- 梁祝小提琴协奏曲

## 小提琴著名比赛
- 帕格尼尼小提琴大赛 ( 意大利 热那亚 )
- 伊丽莎白女皇国际小提琴比赛 ( 比利时 布鲁塞尔 )
- 柴科夫斯基国际小提琴比赛 ( 俄罗斯 莫斯科 )
- 蒂博国际小提琴比赛 ( 法国 巴黎 )
- 西贝柳斯国际小提琴比赛 ( 芬兰 赫尔辛基 )
- 印第安纳波利斯国际小提琴比赛 ( 美国 印第安纳波利斯 )
- 维尼亚夫斯基国际小提琴比赛 ( 波兰 华沙 )
- 蒙特利尔国际小提琴比赛 1965年 ( 加拿大 蒙特利尔 )
- 梅纽因国际青少年小提琴比赛 ( 法国 巴黎 )
- 卡尔·弗莱什国际小提琴比赛 ( 英国 伦敦 )

## 小提琴验证
小提琴验证是確認小提琴製作者及製作日期的程序，類似验证藝術品的出處。由於由製作者製作的小提琴，或是在特定時間及地點製作的小提琴有很多的價值，因此會有藝術贗品及其他詐騙手法來高抬小提琴的價值。

## 外部連結
- 德国Corilon提琴工作室:我們對精弦樂器和小提琴製作的歷史教科書的組合的補充 （页面存档备份，存于）
- 小提琴的初始设计 （页面存档备份，存于）
- 莊仲平，《提琴的祕密：提琴的歷史、美學與相關的實用知識》，藝術家，台北，2008。
- 莊仲平，《提琴之愛》，如果，台北，2006。
- 小提琴教程与小提琴曲谱分享
- 德国Corilon提琴工作室:如何選擇小提琴，出處，價值和鑑定評估 （页面存档备份，存于）